# Headbanging
Headbanging er en speciel form for dans, som omfatter voldsomme bevægelser af hovedet i takt med den spillede musik. Man "banger" hovedet frem og tilbage, eller rundt så ens hår følger med.
Formen er mest almindelig ved rock-musik og heavy metal-musik.
Udtrykket headbanger blev formodentlig dannet under en koncert ved en af Led Zeppelins første koncerter i USA i 1968, hvor tilhørerne på første række bankede deres hoveder ned i scenen, dette i takt med musikken.
Helbredmæssigt kan de voldsomme bevægelser med hovedet have konsekvenser. Det kan føre til ondt i nakken, ondt i hovedet og måske skulderproblemer. Der er registreret tilfælde hvor eksempelvis piskesmældsskader er forekommet.

## Ekstern henvisning
- TV 2 – Headbanging kan give hjerneskader (Webside ikke længere tilgængelig)

| Musik | Spire Denne musikartikel er en spire som bør udbygges. Du er velkommen til at hjælpe Wikipedia ved at udvide den. |